# Ablativo
Ablativo deriva dal latino ab+lativus, in cui il prefisso "ab" indica una provenienza e "lativus" è aggettivazione del verbo latino che significa portare: ferre (fero- fers- tuli-latum- ferre). L'ablativo è uno dei casi fondamentali della declinazione dei nomi in molte lingue indoeuropee (tra le quali il latino e l'ittita) e presente in numerose altre famiglie linguistiche; è il caso che indica l'origine e l'allontanamento.

## In latino
È il sesto e ultimo dei casi nel latino classico.
L'ablativo, non presente nel greco antico (in cui le sue funzioni sono state assorbite dal genitivo), è un caso di uso molto esteso nella lingua latina. Esso infatti ha
- le proprie funzioni logiche originarie;
- le funzioni del locativo[1] e dello strumentale, che ha assorbito;
- altre funzioni specifiche quando è usato accompagnato da una preposizione.

Le funzioni principali espresse dall'ablativo si possono dunque ricondurre da un lato a quelle dell'ablativo propriamente detto (complementi di moto da luogo, allontanamento, origine), da un altro lato a quelle del locativo - si parla quindi di ablativo locativo - (complementi di stato in luogo e di complemento di tempo determinato), da un altro lato ancora a quelle dello strumentale - ablativo strumentale - (complementi di mezzo, causa, modo, unione o compagnia e così via). A differenza degli altri casi, insomma, l'ablativo non esprime una sola funzione ma una grande varietà di complementi.
Solitamente l'ablativo strumentale è ablativo semplice, cioè senza preposizioni (ma ad esempio i complementi di modo e di compagnia "vogliono" il cum davanti all'ablativo); lo stesso vale per il locativo: il complemento di tempo determinato e quello di stato in luogo, qualora sia rappresentato da nome proprio di città, villaggio o isola, si esprimono con l'ablativo semplice, ma il complemento di stato in luogo rappresentato da nome comune e il complemento di tempo determinato che indichi circostanza particolare, sono costruiti con in e l'ablativo. Le preposizioni latine che precedono questo caso sono a/ab per indicare allontanamento, e/ex per indicare solitamente provenienza, de per indicare di solito una provenienza dall'alto verso il basso, anche figurata, come del resto anche in italiano (de-classare, de-prezzare, de-generare), ma anche il complemento di argomento.

## Lingue ugrofinniche
Nelle lingue ugrofinniche, finlandese e ungherese, il caso ablativo esprime l'allontanamento da una entità come l'ablativo propriamente detto del latino.
Le lingue ugrofinniche hanno uno specifico moto da luogo esterno che indica l'allontanamento o la separazione da un oggetto o da una persona.
Per esprimere l'uscita da un luogo interno, come uscire da un'automobile o prendere un abito da un armadio, si usa invece il caso elativo come complemento di moto da luogo interno.

### finlandese
Le desinenze del caso ablativo sono -lta/-ltä a seconda dell'armonia vocalica.
- Luca ottaa kirjan  Carloilta: Luca prende il libro da Carlo

L'ablativo si usa anche per dire a che ora si fa qualcosa.
Yhdeltä / Kahdelta / Kolmelta ... : All'una / Alle due / Alle tre ...

### ungherese
Le desinenze del caso ablativo in ungherese sono -tól/-től a seconda dell'armonia vocalica.
- Luca veszi a könyvet Carlotól: Luca prende il libro da Carlo

## In greco antico
Il greco antico ha perso molto presto l'ablativo (ancora presente nel miceneo e in parte nella lingua omerica) e le sue funzioni sono state assorbite dal genitivo. L'uso del genitivo con le preposizioni ἀπό apó "[lontano] da" e ἐκ/ἐξ ek/ex "[fuori] da" ne è un esempio. Tuttavia, una forma cristallizzata è rimasta nella terminazione avverbiale -θεν (es. Ἀθήνηθεν "da Atene", ὅθεν "da dove" e quindi anche "perciò").

## In tedesco
In tedesco non esiste un caso ablativo, ma nei secoli XVII-XIX vennero usate, dopo preposizioni, parole latine in caso ablativo, come dopo von in von der Nomine (ablativo del prestito latino Nomen). I grammatici di quel tempo (citiamo Justus Georg Schottel, Kaspal von Stieler, Johann Balthasar von Antesperg e Johann Christoph Gottsched), descrivevano effettivamente un caso ablativo, come sesto dopo nominativo, genitivo, dativo, accusativo e vocativo, per le parole tedesche: consideravano infatti il dativo, dopo alcune preposizioni, come un ablativo, per esempio in von dem Mann[e] ("dall'uomo" o "dell'uomo") e mit dem Mann[e] ("con l'uomo"), mentre con altre preposizioni, o usate semplici, era considerato un dativo.